# C-value
Il termine C-value (valore Costante) si riferisce alla quantità di DNA espressa in picogrammi contenuta  nel nucleo di una cellula aploide (ad esempio un gamete o più comunemente corrisponde alla metà del materiale genetico contenuto in una cellula somatica diploide di un organismo eucariote).
Per convenzione 1 pg (picogrammo) è uguale a 10−12 g (grammi) che sono uguali a 978 Mb (mega).

## Origine del termine
Il termine è stato coniato nel 1950 da Henson Swift senza che, tuttavia, l'autore chiarisse precisamente il significato della lettera C. Questo ha generato, nei decenni successivi, numerose incomprensioni relativamente a tale significato. Molti hanno infatti riferito la C a caratteristica, contenuto o complemento. Nello studio originale, Swift sembra aver usato tale lettera per definire diverse classi di DNA, caratterizzandole come 1C value, 2C value . Nel 1975 lo stesso Swift spiegò al collega Michael Bennett il vero significato della C:
(Henson Swift)
Il concetto di costante si riferisce alle osservazioni del 1948 di R. Vendrely, secondo cui era presente una notevole costanza nel contenuto di DNA di tutte le cellule di tutti gli individui di una data specie animale.

## Variazioni tra le specie
Il C-value varia enormemente tra le specie viventi. Nel regno animale, esso può variare di oltre 3300 volte. Nelle piante, di circa 1000 volte. I genomi dei protisti possono arrivare a differenze di oltre 300000 volte, sebbene l'esatta quantificazione del C-value delle amebe, posto al limite superiore di tale raffronto, non sia chiara.
Le variazioni di C-value, in ogni caso, non sono in nessun modo correlate con la complessità degli organismi o il numero di geni contenuti nei genomi. Tale semplice osservazione è stata a lungo ritenuta un controsenso, soprattutto prima della scoperta e caratterizzazione del DNA non codificante, ed ha portato alla formulazione del paradosso del C-value. Sebbene non vi sia un   vero e proprio paradosso, tale locuzione rimane ancora oggi molto comune. Nella comunità scientifica, in ogni caso, oggi si tende a parlare piuttosto di enigma del C-value.